# Invasions germàniques de la península Ibèrica

Distribució de la península entre sueus, vàndals i alans entre 409 i 429. L'autoritat imperial únicament s'exerceix a la província Tarraconense, i els visigots es concentren a la Gàl·lia. Àmplies zones de la serralada Cantàbrica queden fora de tot control, precisament on la presència de pobles preromans havia tingut major continuïtat (principalment vascos i càntabres).

Distribució de la península entre sueus i visigots cap a mitjans del. Es reflecteixen els assentaments romans d'Orient al sud i els pobles preromans de la serralada cantàbrica.

Les invasions germàniques de la península Ibèrica (o invasions bàrbares) sorgeixen al segle v, en el context de les grans migracions, conegudes com a invasions bàrbares, que van alterar la distribució dels pobles a Europa i van precipitar el final de l'Imperi Romà d'Occident. La península ibèrica, en particular, va patir la ruptura de l'organització política i administrativa que l'Imperi Romà havia adoptat, en les diferents províncies en què es dividia administrativament Hispània. En 409 van arribar diverses onades de pobles germànics, denominats vàndals i sueus, a més dels alans, ètnicament irànics, desplaçats pels huns. Els alans eren oriünds de la regió del Caucas, els vàndals de l'actual Polònia; els sueus, també germànics, estaven emparentats amb els angles i els saxons que en aquest temps es van instal·lar a Anglaterra.
Encara que els romans van reconèixer els fets, arribant a acords per a l'assentament d'aquests pobles a diferents zones d'Hispània, els sueus van ser els únics que van assolir una estabilitat més gran i es van organitzar políticament. Segons Orosi, prevere de Braga, «ràpidament van canviar l'espasa per l'arada i es van fer amics». Van crear un regne que abastava Galícia i la zona nord de l'actual Portugal, amb capital a Braga. El regne es va expandir després cap al sud del Duero.
Els visigots, poble també germànic que havia arribat a un foedus (aliança o federació) amb l'Imperi, van concertar amb aquest acabar amb els invasors i reincorporar Hispània a l'autoritat romana, encara més bé van actuar com a autoritat substitutiva de la romana i independent a la pràctica, amb una major intensitat d'ocupació a la zona central de la península ibèrica, on els visigots arrians haurien arribat, expulsats de la Narbonense, per la pressió de els francs catòlics.
Aquests grups de bàrbars no semblen haver estat nombrosos; encara que van poder sotmetre a les províncies romanes, sense autoritat i ordre, amb gran rapidesa i, després d'instal·lats, no van trobar grans resistències per part de les poblacions, fet que es relaciona amb la caiguda de l'Imperi Romà d'Occident. Un desastre econòmic acabaria amb les classes mitjanes de les ciutats i agreujaria les condicions dels camperols. La fi de les conquestes pròpies del període de l'Alt Imperi havia dificultat l'obtenció d'esclaus des de la crisi del segle III, i era en aquests en què s'assentava l'economia romana. D'aquesta manera, ja havia començat el procés de feudalització, que convertia les classes altes en una aristocràcia prefeudal i les baixes, tant si provenien d'esclaus com si provenien d'homes lliures sotmesos a colonats, en una nova classe precedent dels servents feudals, en una situació de semiesclavitud.
Amb les invasions van acabar tots els sistemes organitzatius estatals, tot i que es va mantenir l'organització eclesiàstica. La major part de la població hispanorromana era cristiana.

## Evolució dels fets

### Hispània a les albors de les invasions (406-411)
El context polític de l'Imperi Romà d'Occident en els anys de les invasions dels pobles germànics va ser molt convuls i prolix en rebel·lions en les quals sempre Hispània va estar relacionada. Segons narren les fonts va ser el 31 de desembre de l'any 406 quan alans, vàndals i sueus creuen el limes del Rin, que es trobava congelat, a l'alçada de Magúncia. Entre els anys 406 al 409 van caminar a gust per les Gàl·lies realitzant diverses incursions, fins que finalment van travessar els Pirineus pel port de Somport, el general Geronci facilitaria la seva entrada a la península ibèrica.

#### Encreuament dels limes del Rin (406)
La nit del 31 de desembre de 406, bandes de quades, vàndals, sàrmates, alans, gèpids, hèruls, saxons, burgundis, alamans i sueus, units a provincials pannonis, bandejaren les aigües gelades del Rin entre Mogoncíacum (Magúncia) i Argentoratum (Estrasburg). Aquest fet no va ser un succés aïllat i casual, sinó que va respondre a una sèrie de successos produïts a l'Imperi d'Occident. A fins de 405, el bàrbar Radagais va envair Itàlia amb un important contingent bàrbar, per la qual cosa Estilicó es va veure obligat a desplaçar les tropes apostades en els limes renà per fer front a la incursió. A l'estiu següent Estilicó va aconseguir una important victòria a les portes de Florentia (Florència) gràcies al suport de Sarus i Uldin i a la no-intervenció d'Alaric en la batalla.

#### Usurpació de Constantí III
Les tropes de limitanei desplaçades per Estilicó fins a Itàlia mai van tornar als seus llocs fronterers al limes. La defensa de la frontera va ser encarregada al poble germà dels pobles francs. Aquesta decisió no va ser vista amb bons ulls entre l'aristocràcia gal·loromana que es va sentir abandonada pel govern de Ravenna. L'encreuament del limes dels pobles germànics i les seves ràtzies per les riques Vila de la Prefectura de les Gàl·lies va ser el detonant perquè sorgissin grups de poder local que es van prendre les armes per oposar-se a Ravenna i organitzar la seva defensa davant la inestabilitat generada per les invasions.
A partir de 407, la diòcesi de Britània va suposar un nucli d'inestabilitat militar. Els mateixos soldats i els provincials van fomentar la rebel·lió i l'alçament dels antiemperadors, ja que se sentien abandonats pel govern de Ravenna, sobretot a partir del 402 quan Estilicó va evacuar de l'illa gran part dels destacaments acantonats a la província britànica. I van arribar a nomenar-se en poc temps tres antiemperadors, si bé, només Flavi Claudi Constantí va aconseguir refermar-se en el poder.
Constantí va abandonar la Britània per desembarcar a Bolonya (Boulogne), amb l'expectativa de prendre el control de la prefectura de les Gàl·lies. El clima que s'hi va trobar va ser molt favorable i va comptar amb el suport de l'aristocràcia gal·loromana. Després d'una primera derrota de la seva avançada, finalment els seus generals Edobic i Geronci, van aconseguir posar en fugida a Sarus i el camí va quedar net fins a Arelate (Arles), capital de la praefectura praetorio Galliarum, on va establir la base l'usurpador.
Les seves primeres decisions van ser enfortir els passos dels Alps i els Pirineus, per evitar accions d'Estilicó a Itàlia i dels teodosians a Hispània. També va caldre arribar a una entesa amb els burgundis –que va establir a Germania Secunda– i amb part dels alans. La resta de pobles es va veure obligat a baixar per la pressió que va exercir Constantí en el seu descens cap al sud de la Gàl·lia i es van veure bloquejats a la Novempopulania per la barrera natural dels Pirineus. Finalment, i amb el desig de fundar una dinastia, va obligar el seu fill Constant a abandonar la vida monàstica i el va nomenar Cèsar. Per atreure's a la població gal·loromana ho va casar amb una aristòcrata.

#### El clan teodosià
A finals d'estiu o principis de tardor del 407, Constantí va prendre la decisió d'endinsar-se a Hispània, amb la finalitat de trencar la possibilitat de ser escanyat per una acció comuna de Ravenna i Mèrida. L'enviament de tropes a Pampilona (Pamplona) per Honori en el 408 així ho testifiquen. El poderós exèrcit de comitatencs germànics (honoriaci) al comandament del Cèsar Constant, el praefectus praetorio Apolinar, el magister officiorum Decimi Rústic i els generals Terenci i Geronci, va penetrar a Hispània per dirigir-se a la capital de la Diòcesi Augusta Emerita (Mèrida). En l'avenç de l'exèrcit amb prou feines hi va haver resistència i només alguns burgari van presentar batalla.
Dídim i Veridià, cosins d'Honori i principals membres de l'anomenat "Clan Teodosià" a Hispània, van decidir emprendre una resposta a l'atac i van armar un exèrcit propi a partir de la lleva de colons en els seus extensos fundi en els denominats Campi Palentini (Tierra de Campos) al llarg de la calçada romana que unia Burdigala (Bordeus) amb Asturica (Astorga). La trobada no va tenir un clar vencedor, per la qual cosa Constante va decidir retirar-se cap a la Tarraconense a l'espera de reforços d'Arles. Els teodosians van avançar cap al nord i van obligar a presentar batalla a Constant, que finalment va aconseguir una aclaparadora victòria capturant fins i tot els capitostos teodosians. Després de la batalla, les restes de l'exèrcit teodosià es van refugiar en alguns nuclis emmurallats com Pampilona, seu de l'exèrcit de comitatencs enviats per Honori el 408. Finalment es va dirigir a la trobada amb el seu pare a Arles i va deixar com a lloctinent a Geronci a Caesaraugusta (Saragossa).

#### Usurpació de Màxim: el pas dels Pirineus de sueus, vàndals i alans
La situació política a l'Imperi va fer un tomb amb l'execució d'Estilicó el 408 i la deserció de Sarus. Honori, abandonat a la seva sort, es va veure en l'obligació de reconèixer Constantí com a coemperador el 409 davant l'avenç visigot i els consells del magister equitum Alòbic, nou home fort d'Honori. Entre els termes del tractat figurava la substitució de Geronci pel general Just al comandament de les tropes destacades a Hispània. Davant la marxa de Just i Constant sobre Geronci, aquest es va rebel·lar i va nomenar emperador a Màxim al que es va instal·lar a Tàrraco. Màxim va pactar amb alans, sueus i vàndals —que saquejaven Aquitània— perquè travessessin els Pirineus per les calçades romanes de Somport i Roncesvalles, mentre que Geronci llança les seves tropes contra Constantí i aconsegueix diverses victòries sense arribar a aniquilar per complet els exèrcits rivals.
El tractat o foedus amb els pobles bàrbars va consistir en la seva instal·lació a la Península com a forces d'ocupació al servei del nou usurpador Màxim. Hidaci a la seva crònica ho nomena com a tyranicus exactor, prova de l'augment de la recaptació d'impostos per al pagament dels mercenaris bàrbars. El saqueig i la rapinya del qual se'n fan ressò les fonts va ser causat per la incapacitat de Màxim a fer front al pagament dels seus federats, per la qual cosa els va permetre el pillatge com a forma de cobrament.
Aquesta sèrie de fets van ser observats des de la distància per Honori ocupat en la invasió de la península itàlica per Alaric, que va arribar a saquejar Roma en 410 i va capturar a la germana de l'emperador Gal·la Placídia. No obstant això, la mort del rei visigot i l'arribada del general Anteni amb un exèrcit enviat per Constantinoble van permetre a Honori prescindir d'Alobic —principal valedor de Constantí III a Ravenna— i fer front a l'usurpador en el seu avenç cap a Itàlia, per això es va veure obligat a acantonar-se a Arles. En 411 Honori va passar a l'ofensiva i els seus generals Flavi Constanci —futur emperador Constanci III— i Úlfilas van assetjar a l'usurpador a la seva seu d'Arles.
A la primavera de 411 Geronci va penetrar a la Gàl·lia per derrotar definitivament i donar mort a Constant a Vienna (Vienne). El seu camí fins a Arles estava net, però a la capital de la prefectura gal·la es va trobar amb l'exèrcit dels generals d'Honori. L'avantatge numèric dels legitimistes va fer que gran part de les tropes de Geronci es passessin a les seves files, per la qual cosa va haver de fugir a la base a Tàrraco. La victòria de Constanci va ser total, ja que va aconseguir prendre Arles i capturar a l'usurpador Constantí III. Per la seva banda Màxim va haver d'abandonar la seva posició a la Tarraconense i refugiar-se entre els vàndals asdings.

### Elfoedusdel 411
Tots els fets apunten que Màxim va signar un foedus amb els pobles bàrbars establerts a Hispània, pel qual els germànics formarien part de l'exèrcit de Màxim com a auxiliars, a canvi de rebre territoris a la Península.
Al tractat queda sense dilucidar la forma d'assentament que van seguir els diferents pobles. Segons Hidaci la distribució dels diferents pobles es va fer a «sorts». Una revisió historiogràfica més recent ens fa pensar que el terme «sortes» emprat per Hidaci, fa referència no al fet de l'existència d'un sorteig, sinó a la creació de sortes (lots de terra concedits als bàrbars pel sistema de hospitalitas).
D'aquesta manera, sembla més lògic pensar que l'establiment d'aquests pobles a la península va estar més d'acord amb el potencial militar. Així, els pobles més poderosos triarien primers les zones on s'assenyarien com a federats. L'única zona lliure d'assentaments bàrbars serà la Tarraconense, on estava establert Màxim. Aquesta circumstància dóna més valor a l'opinió del foedus entre l'usurpador hispà i els diferents pobles bàrbars assentats a Hispània.

#### Alans
Els alans eren el poble més poderós dels que van travessar el Rin. Eren dirigits per Adax (o Atax), que va rebre les extenses províncies de Lusitània i Cartaginense. L'escàs nombre de població alana va fer que es concentressin en els grans latifundis propietat de la classe senatorial o del mateix emperador. D'aquestes grans propietats queden constància de la seva existència a Lusitània, i aquestes són una zona privilegiada per a la pràctica de la ramaderia nòmada.

#### Vàndals
Els vàndals, dividits en asdings i silings, es van assentar de forma independent:
- Els silings (dirigits per Fridibald), més poderosos que els seus germans, van rebre la fèrtil província de la Bètica, si bé no és possible especificar quines zones de la mateixa van triar per assentar-se, a causa de la seva curta permanència i la falta de troballes arqueològiques.
- Els vàndals asdings, dirigits per Gunderic, s'assenten a la zona oriental de Gallaècia, als convents jurídics romans d'Astúrica i Clunia.

#### Sueus
Els sueus, liderats per Hermeric, es van assentar a la part occidental de la Galeacia (convents jurídics de Lucus i Bracara). Gràcies al fet que el seu regne va perdurar en el temps i la proximitat d'Hidaci a aquest poble ens han arribat més notícies i restes arqueològiques dels assentaments d'aquest poble.
No hi ha cap dubte que el principal assentament sueu en els seus territoris va ser Braccara (actual Braga). Aquesta ciutat va ser convertida en seu regiae, si bé en els anys d'expansió cap al sud del poble sueu el seu centre d'operacions es va traslladar cap a Emerita. L'altra gran urbs on es va assentar el poble sueu va ser Lucus Augusta (actual Lugo). En aquestes dues ciutats galaiques estarien assentades la major part dels 30 sueus. D'aquesta manera, es garantien no ser assimilats per una majoria de població galaicorromana (s'estimen en uns 700). Aquesta dada fa suposar que gran part del territori galaic no es va veure afectada per les nombroses incursions del poble sueu.
D'aquesta manera, les altres ciutats importants, dins del seu àmbit d'influència, només disposarien d'un destacament reduït que en garantiria el control. Un clar exemple d'això és Portus Cale (actual Porto) que va ser utilitzat com a bastió en diversos episodis de l'atzarosa història sueva.

### Primera acció visigoda a Hispània: Les campanyes de Walia (411-418)
L'ascensió al poder de Taulf va suposar un gir radical en deambular històric del poble visigot. Després de la mort d'Alaric a Itàlia (410), Ataülf va abandonar la península transalpina i va arribar fins a la Gàl·lia, on una nova usurpació havia esclatat, aquesta vegada, a càrrec de Joví que novament comptava amb el suport de la insatisfeta aristocràcia galorromana. El 412 el rei visigot Ataülf s'estableix a la vall del Ròdan, i vol obtenir d'Honori un territori per assentar-se a més de subministrament de menjar a canvi de tornar-lo a la seva germana Gal·la Placídia raptada al saqueig de Roma i també a alguns rebels que s'havien aixecat contra l'emperador. Honori es va comprometre a donar-los menjar, però l'enviament de cereals no es va produir perquè Heraclià, comes Africae, s'havia rebel·lat a la província d'Àfrica. A aquest fet se li va unir que Roma li va donar un foedus als burgundis al Ròdan, per la qual cosa es va produir una forta ruptura entre els visigots i l'Imperi.
En el 414, Ataülf es va casar amb Gal·la Placídia (germana de l'emperador, per la qual cosa el podia optar com a successor a l'Imperi Romà) i va establir a Narbona i després a Bordeus creant una cort que emulava a la imperial, a més va recolzar a l'antiemperador Àtal que s'havia rebel·lat a les Gàl·lies. Honori va respondre a la provocació i va enviar a Constanci a lluitar contra els visigots. Aquests, amb el mar a l'esquena, es van veure acorralats i van decidir passar a la Tarraconense establint-se a Barcelona.
Ataülf canviarà el rumb de la seva política, intentant un acostament amb Roma. Aquest fet no serà vist amb bons ulls per la facció antiromana i a principis de l'estiu de 415 és assassinat per Dubi, lleial al general Sarus. Walia, germà del rei assassinat, intenta exercir els seus drets successoris, però ràpidament la facció colpista (amals) col·loquen en el poder a Sigeric, germà de Saure.
Sigèric estarà al tron tot just sis dies, però, no obstant això, les seves accions donen ràpidament mostra de les seves intencions. Mata els fills d'Ataülf i pren accions contra la seva esposa Gal·la Placídia. Aquests fets provocaran la reacció del bàndol antiromà encapçalat per Walia (cap de la facció baltha).
Walia intentarà complir el somni del pas a Àfrica, però, una vegada més, una tempesta frustrarà la temptativa visigoda. Acorralat i sense queviures es veu obligat a signar un foedus amb Honori. Walia es comprometia a lliurar a Gal·la Placídia i a expulsar d'Hispània als pobles germànics assentats. A canvi, l'emperador Honori lliuraria 600.000 mesures de blat als visigots.
Entre el 416 i el 418 els visigots lluiten contra els vàndals silings i els alans, que van ser derrotats i aniquilats. El 417 Walia penetra a la Cartaginina i derrota els vàndals silings a la Bètica, capturant el seu rei Fredebald. El 418 el rei alà Adax mor a mans dels visigots. A conseqüència de tot això, Gunderic es proclamarà el 419 com a Rex Vandalorum et Alanorum.
Quan es disposava a atacar els altres pobles, Honori (emperador) crida als visigots perquè s'assenten a l′Aquitania secunda, establint la capital del regne a Bordeus. Però sense permís romà Walia trasllada la capital a Tolosa ocupant la Narbonensis prima. Walia mor en aquest mateix any i Teodoric I, fill il·legítim d'Alaric, és el primer rei del Regne visigot de Tolosa.

### Hegemonia vàndala (418-429)

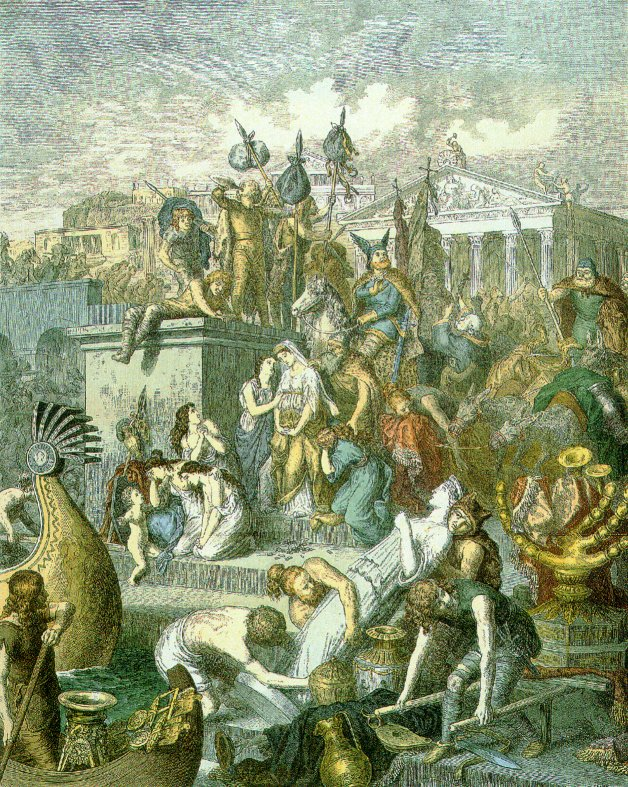
La reputació tradicional dels vàndals: una visió idealitzada del saqueig de Roma en 455 per Heinrich Leutemann, cap a 1870

El poble vàndal es va assentar a Hispània entre el 409 i el 429, període en gran part enfosquit per la posterior marxa al nord d'Àfrica on va forjar un important regne que va dominar el Mediterrani occidental i va arribar a saquejar Roma el 455.
La província de Gallaecia —ocupada per vàndals asdings i sueus— es va veure exempta de les expedicions de càstig de Walia. La proximitat geogràfica a l'assentament dels dos pobles i l'escassa mobilitat a la província romana van fer inevitable l'enfrontament entre tots dos pobles. Així, en el 419 es produeix una batalla a les muntanyes Nervases o Erbasos —tradicionalment localitzades al costat del riu Sil, però existeix una teoria que els situa a l'occident del Sistema Central (Àvila)—, entre els sueus de Hermeric) i els vàndals de Gunderic. Les causes de la batalla no són clares, però tot indica que els sueus —localitzats a la zona costanera de Galícia— van intentar obrir-se pas pel territori vàndal amb la intenció d'ocupar noves terres, per la qual cosa aquests van presentar batalla.
Roma procurarà que hi hagi una paritat de forces entre els pobles bàrbars perquè cap es faci fort a la península i suposi un perill per a l'Imperi. D'aquesta manera, el 420, el comte de les Hispànies Asteri atacà als vàndals asdings —més nombrosos i perillosos que els sueus— i els va obligar a aixecar el setge. Maurocel, vicarius Hispaniarum, al comandament d'un exèrcit comitatenc va auxiliar Asteri. Els romans van perseguir als vàndals fins a Bracara Augusta, on finalment van ser aconseguits i derrotats, si bé gran part de la població vàndala va poder fugir cap a la Bètica.
En aquest mateix any Gunderic va incitar la segona usurpació de Màxim, refugiat entre els sueus després de la derrota de Geronci. Asteri sufocarà la rebel·lió i capturarà l'usurpador i el seu lloctinent Joví que van ser traslladats fins a Ravenna i ajusticiats per Honori.
El 421, la situació dels vàndals (reunificats després de la marxa dels asdings al sud) a la Bètica era força precària. La intervenció de Roma no es va fer esperar i va enviar un nou exèrcit al comandament del magister militum Castí. Aquest era molt més poderós que el seu predecessor, ja que comptava amb l'ajuda d'auxiliars visigots que van acudir com a federats de Roma. Segons ens explica tant Hidaci com Olimpiodor de Tebes, Teodoric I i fins i tot el comes Africae Bonifaci, van abandonar les files de l'exèrcit abans de la batalla deixant a l'exèrcit imperial desfet en mans dels vàndals que van aniquilar fàcilment els imperials. Castí va haver de retrocedir fins a Tàrraco i va deixar el sud peninsular a la mercè dels vàndals.
En els anys següents es produirà una expansió gradual dels vàndals que el 426 arribaran a la Mediterrània, apoderant-se de la Bètica i la Cartaginenca, i fins i tot ocupen les illes Balears. Des dels ports mediterranis els vàndals exerciran una ferotge pirateria sobretot el Mediterrani occidental, provocant fins i tot que perilli l'abastament de blat de Roma. Aquesta expansió no s'entén sense el suport hispanoromà, que va arribar a facilitar la sortida dels vàndals cap a Àfrica.
Sens dubte la situació d'inestabilitat política i buit de poder a Roma, després de les morts d'Honori (423) i Constanci III (421), van afavorir tant l'expansió sueva —per la  Gallaècia i nord de Lusitània— i la vàndala pel litoral mediterrani. A Roma, després de la fugaç usurpació de Joan, s'imposarà a Valentinià III, que governarà sota la regència de la seva mare Gal·la Placídia. Es produirà una lluita de poders per exercir el control fàctic de l'Imperi, que finalment aconseguirà l'últim gran general romà Aeci.
En el 429, seguint la crònica de Hidaci, el capitost Heremigari realitza una incursió cap al sud, trobant-se amb els vàndals, davant dels quals cau derrotat a les ribes del riu Anas (Guadiana) intentant escapar de la persecució vàndala. En aquest mateix any mor Gunderic, el nou rei serà Genseric, que serà cridat pel comes Bonifaci per ajudar-lo contra l'emperador. A l'arribada del poble vàndal a Àfrica la situació de pau amb l'imperi s'havia restablert, però Genseric decideix estableix a la província africana i els vàndals desapareixen totalment (juntament amb els alans) de la península ibèrica.
Genseric va comptar al seu poble per saber els vaixells que necessitava. Es calcula que el contingent que va passar l'estret va ser d'uns 80.000 homes, 15.000 dels quals eren guerrers. A aquests se'ls va unir un petit grup d'alans.

### Expansió del regne sueu (429-457)

Les conquestes del rei sueu Requila entre 438 i 448

Extensió màxima del regne sueu (Regnum Suevorum) cap al 455

La península cap al 470

El regne visigot cap al 500

Després de la sortida dels vàndals de Genseric de la península Ibèrica, els sueus eren l'únic poble germà a Hispània acantonats a la Gallaecia. Per tant, el poder de l'Imperi Romà, personalitzat al Valentinià III i el seu aparell administratiu a la Prefectura de les Gàl·lies, s'exercia sobre la resta de les províncies. No obstant això, el poder romà era cada cop més nominal i les elits hispanoromanes cada vegada tenien una major capacitat de maniobra en la presa de decisions.
Els sueus van ser el primer poble que va crear un regne propi a la península Ibèrica al voltant del convent de Bracara —ciutat al voltant de la qual s'assentaria la majoria de la població germana— i acabdillats pel seu rei Hermeric (406- 438), el mateix que va forjar l'entrada dels sueus a Hispània i el foedus del 411 i el seu establiment definitiu.
Al voltant de l'any 430, els sueus realitzen una sèrie d'incursions a l'interior de Galícia, si bé aquestes són repel·lides pels galaicorromans des dels seus castres. La ruptura del foedus del 411 per part d'Hermeric respon als seus desitjos de millorar les terres que li van correspondre, a més de restablir el seu prestigi real posat en judici per la noblesa sueva encapçalada per Heremigari. Finalment es va arribar a una pau molt inestable, ja que l'any següent Hermeric torna a realitzar una ràtzia sobre la Gallaècia no sotmesa. Per tant, a l'interior de la Gallaecia existien zones no controlades pel poder sueu ni pel poder imperial. El mateix Idaci, bisbe de Chaves, va encapçalar una ambaixada dirigida a Aeci que es trobava a les Gàl·lies efectuant una operació militar. Alguns autors han identificat aquest fet com una forma de perpetuar el seu poder, i no de lliurar a les classes populars de les accions sueves, ja que els bisbes tenien de facto la jurisdicció civil a la seva seu.
L'any 432, Idaci torna amb Censori —comes d'Aeci— després de la seva victòria a les Gàl·lies i el 433 per mediació eclesiàstica Hermeric signa la pau amb els galaicorromans. Hermeric, malalt i vell, signa un tractat definitiu amb la plebis Gallaecia el 438 i abdica en el seu fill Requila que en aquest mateix any va derrotar a Andevot al riu Sigilis (Genil) on va obtenir un gran botí. Un cop més Idaci utilitza un terme (plebis Gallaecia) que és simptomàtic de la independència de les elits locals galaicoromanes a l'hora de prendre decisions importants com era un tractat de pau amb els invasors sueus.
En el seu regnat es van produir força fets. Es va produir l'expansió dels sueus, va ignorar el repartiment de zones del Tractat de Roma i va envair la Bètica lluitant contra els hispanoromans dirigits per Andevot, als quals va vèncer a la batalla del riu Genil (438) en què va aconseguir un bon botí d'or i plata. El 440 va assetjar i va prendre la ciutat de Mèrida, la capital de la Lusitània, que va ser incorporada al regne sueu. Va prendre Sevilla el 441 pel que va passar a dominar la Bètica i la Cartaginenca i va fer front a la pirateria vàndala i se li atribueixen pràctiques priscil·lianistes. Finalment, al 446 derrotarà al magister militum de la Gàl·lia, Vito, que va entrar a la península amb la intenció de retornar Hispània a l'orbe romà. A la seva mort només la Tarraconense estava sota control romà, encara que també va ser escenari d'escaramusses sueves.
El 448 Requiari va succeir al seu pare i va fer un gir en la seva política acostant-se a gal·loromans i visigots. Als primers va intentar atraure'ls a partir de la seva conversió al cristianisme catòlic, si bé aquesta conversió va ser personal i no va arrossegar el total del seu poble; mentre que per atreure's el suport visigot va contreure matrimoni amb la filla del rei Teodoric I.
El rei sueu es va sentir segur amb la seva posició diplomàtica i en el trajecte a Tolosa —on es va efectuar l'enllaç amb la princesa goda— va fer unes campanyes contra els vascons i a la tornada —any 449— es va desviar fins a la vall alta-mitja de l'Ebre i va cometre ràtzies al territori de Caesaraugusta (Saragossa) i va saquejar Ilerda (Lleida) unit als bagaudes de Basili.
L'expansió dels sueus va ser perquè, malgrat ser una minoria, els vàndals se'n van anar al nord d'Àfrica i els suevos en no tenir ja rival a la península s'expandeixen per la Gallaècia, Lusitània, Cartaginense i la Bètica (429- 456). En el 456 Roma mana a Teodoric II contra els sueus, al comandament de Requiari, que són derrotats en la batalla del riu Órbigo, acabant així la seva fase d'expansió.
La crònica d'Hidaci ens diu que el 430 Galícia tenia dues poblacions: els galaicoromans i els sueus que es van establir a les zones rurals i que en molt poques ocasions ocupaven una ciutat (casos de Braccara i Lucus). No sabem exactament quants sueus es van establir al nord-oest peninsular. Thompson parla entre 20.000 i 25.000. Reinhart eleva la xifra fins a 35.000. Tot això sobre una població de la Gallaècia estimada en uns 700.000 individus.

### Establiment visigot a Hispània (456-507)

#### Campanya de Teodoric II
Els sueus eren un poble federat de l'Imperi, però l'actuació de Requiari els va portar a la ruïna. Aquest es va casar amb una princesa visigoda filla de Teodoric I i es va unir al moviment bagauda que va atacar Tarassona, per després saquejar la comarca de Saragossa i apoderar-se de Lleida. A més va participar en la batalla dels Camps Catalàunics (451) en què va morir el rei visigot Teodoric I. Aeci va morir a Roma, temps després (454) i això va suposar per a Roma la pèrdua del seu millor general, la qual cosa va permetre els successius atacs vàndals a Roma, que va ser incendiada en el 455.
Davant d'aquesta debilitat, Teodoric II va posar al tron a Avit que era el magister militum de la Gàl·lia. Requiari, davant la seva debilitat en el poder, va atacar de nou la Cartaginense que havia tornat a domini romà i la Tarraconense on va aconseguir un gran botí, a més va encunyar moneda pròpia. Aquesta situació va portar als visigots i burgundis com a pobles federats de Roma a lluitar pels interessos imperials i van atacar als sueus que van ser derrotats a la batalla del riu Órbigo en el 456. Després van ocupar Braga i el rei sueu es va veure obligat a replegar-se a Porto on va ser capturat i ajusticiat. També van ocupar Mèrida deixant allí en el poder al visigot Agriwulf. A la seva tornada a Tolosa els visigots van arrasar Astorga i Palència i només el castrum de Coyanza (Castrum Coviacense) va resistir de manera eficaç i va aconseguir rebutjar el setge visigot.
En el 457 Teodoric II va enviar a part del seu poble als Camps Gòtics i va ocupar Palència, Astorga, mentre que els sueus seguien dividits perquè recolzaven a diferents reis. El 475 s'arriba a la pau i el 476 accedeix al poder sueu Remismund. Un altre problema va ser l'ocupació dels vàndals d'Alacant i Cartagena.
Paral·lelament, sabem, per una breu referència del cronista Hidaci, que al voltant de 400 hèruls en set naus van atacar despietadament la costa càntabra i de Vardúlia l'any 456.

#### Crisi del regne sueu
El regne sueu després de la intervenció visigoda es trobava en un estat de greu crisi i és sorprenent com va poder sobreviure a aquest període. Orlandis dóna com a fet fonamental la rebel·lió d'Agriwulf –establert a Mèrida amb una guarnició visigoda– que va intentar aconseguir el poder i es va nomenar rei dels sueus. La seva rebel·lió contra Teodoric II i el seu intent d'usurpació aviat va ser sufocada per Maldras i en 458 va morir a Porto.
Maldras va ser elevat a la dignitat real a Braga (457), recolzat pel territori del convent homònim situat al sud de la Gallaècia. En les mateixes dates, Frantan va aconseguir el suport del convent de Lugo –situat al nord–. Ambdós reis governen per separat a les seves zones d'influència i intenten enfortir la seva posició. Maldras intenta recuperar la influència sueva a Lusitània que saqueja, prenent Lisboa. Després de la mort de Frantan, saqueja la vall del Duero.
Els intents de Majorià i Teodoric II van fer que fructifiqués la pau i un exèrcit va prendre de forma pacífica Sevilla. Encara que a la mort de Majorià el 461 es van produir noves ràtzies. Els sueus van emprendre la lluita amb la ciutat de Coïmbra que van prendre el 467; en aquest mateix any es va arribar a la pau amb el poble indígena dels aunonenses, probablement prop de Tuy.
Remismund va fer la pau amb Teodoric II i va existir una gran influència en el poble sueu per part del visigot, fins al punt que es creu que la reconversió de Remismund a l'arrianisme es deu a aquesta situació.

#### Establiments populars visigots a Hispània
Euric (466-484) mantindrà la mateixa política que Teodoric II, encara que amb una major contundència i davant la presa per part dels sueus de Lisboa respon amb un atac als sueus i en el 468 torna a prendre Mèrida i arracona aquests al nord-oest peninsular.

## La societat a l'era de les invasions
S'estima que van migrar a la península entre 80.000 i 300.000 visigots, un nombre molt reduït per dur a terme les seves conquestes. A la Península, i després d'expulsar els enemics de l'Imperi, van trobar uns quatre milions de hispano-romans.

### Relacions entre germans i hispanoromans
Hi va haver una convivència entre tots dos pobles. Les fonts parlen d'èpoques de pau, de guerra i d'evangelització. Hi ha paraules de convivència amb els sueus. Part de la població es va passar al bàndol bàrbar per evitar pagar impostos. La població romana es distingeix per formar poders autònoms. Galaics i lusitans estaven romanitzats, els sueus vivien al camp, excepte Porto. Els problemes de convivència es concreten en matances per la desigualtat de llengua i costums.
Va existir el problema del bagauda hispà, moviment de població que ha tingut diverses interpretacions. Cap a la meitat del segle v es registraran episodis violents que s'atribueixen als bagaudes a la Tarraconense i a l'interior de la Vall de l'Ebre. Molts ens diuen que és el moviment priscil·lianista, ja que a aquests grups es els titlla d'heretges i es parla que el 456 la zona de Galícia és arrasada per lladres i es produeixen robatoris i morts.
El 443 veiem dades que ens aclareixen que Asturi i Merobaudes van ser enviats a Hispània per enfrontar-se als bagaudes, als quals van derrotar a Araciel (Navarra). El líder bagauda Basili va atacar Tarassona i se li va unir el rei sueu Requiari que van devastar Saragossa i van prendre Lleida. Davant aquesta situació és quan Teodoric II entra a la península i va acabar amb el moviment bagauda manant a lluitar contra ell, al príncep Frederic que va comptar amb el suport romà.
El moviment bagauda com a tal es redueix als moviments sorgits a la vall de l'Ebre. Sánchez Albornoz argumenta que no va ser un moviment social, sinó que van ser els vascons, ja que el centre del moviment era a Vascònia. A més la derrota d'aquests es va produir en aquesta mateixa regió i els atacs a l'Església són perquè els vascons eren pagans. Aquesta teoria és també seguida per Orlandis.

### El repartiment de terres
Aquesta és una qüestió que ha preocupat molt els estudiosos dels pobles germànics. Al repartiment de terres hi ha diverses etapes. Les primeres vegades que els pobles bàrbars van entrar dins de les llimes es van establir a terra de l'Imperi. Aquest pacte fa que els germànics es van establir en un terç de les cases, a més se'ls va donar aliments obtinguts del fisc romà, que s'anomenava annonae, tot això per lluitar dins de l'exèrcit romà. Això canviarà ja que els pobles germànics entraran amb la seva família i es produiran el repartiment de terres i se li concediran 1/3 de les cases i part dels camps, això és el que s'anomena sortes; als visigots que se'ls assignen aquests lots de terra se li denominen consortes.
En la forma de fer el repartiment tenim la teoria de Ferdinand Lot i Garcia Gallo, advoquen per l'existència del repartiment dels grans latifundis, mentre que la petita propietat no es va repartir.
Als latifundis:
- 1.º/3 Terra dominicata (terres del senyor)
- 2.º/3 Terra indominicata o sortes gothicae (terres concedides als bàrbars)
- 1.º/3 Tertiae romanorum (en les propietats que no eren senyors).

La teoria germànica serà defensada per Von Halban, Schmidt i Torres López. La seva teoria consisteix que si es van repartir les petites propietats de la mateixa manera que a l'anterior. Fundus era el nom que rep cada propietat. Les propietats comunals es van quedar sense repartir. Això es va produir a les Gàl·lies i ho sabem pel foedus del 418 amb Walia.
Una altra modalitat de repartiment es produïa en entrar els visigots a Espanya quan ja no hi ha Emperador. Segons Menéndez Pidal els visigots van expulsar els hispanoromans i es van asseure a les seves terres. L'assentament visigot va ser d'uns 200, que va fer que la toponímia tingui molts noms d'origen got, igual que l'arqueologia ha trobat molts objectes visigots a la zona.

### Sistema de poblament
A la fi del segle vi es trobava conclòs un procés d'incorporació dels elements visigots a la societat. Els visigots van arribar en diferents onades a la fi del segle v, després de la caiguda del Regne de Tolosa i en el 531 quan Amalaric va ser derrotat a Narbona. Després d'Amalaric es parla de les emigracions visigodes populars, ja que ara és el gruix de la població no militar la que es trasllada.
Podem fer un balanç de l'enriquiment ètnic de la península:
1. Sueus: que seguien a Galícia. Reinhart diu que l'aportació dels sueus va suposar una aportació d'entre 30 i 35 habitants dels quals uns 8.000 eren guerrers. La concentració més gran la trobem a ciutats com Braga i Porto, aquesta última va ser la capital del regne i la plaça més forta.
2. Visigots: el potencial visigot era molt més gran que el dels sueus. Els visigots rondaven uns 200.000 individus, ja que tenim la font de Procopi de Cesarea que ens informa d'aquesta dada. En aquest contingent de població també s'inclouen els visigots establerts a la Septimània.

Aquesta dada suposa que els visigots representaven entre un 4 i 5% de la població total. La població hispanoromana era d'uns cinc milions d'habitants.
Entre els assentaments visigots podem distingir dos tipus: els assentaments populars i els assentaments militars.

#### Els assentaments populars
El poble visigot tenia uns trets diferenciadors que el distingien dels altres pobladors:
- Eren arrians.
- Tenien una indumentària particular.
- Utilitzaven una sèrie d'adorns (aquesta dada està comprovada per l'arqueologia)
- Tenien els seus cementiris a part de la resta, almenys al segle vi.

Segons els estudis sobre les necròpolis visigodes de Reinhart i Palol, resulta que la majoria de les necròpolis visigodes apareixen a Burgos, Segòvia, Guadalajara, Madrid, Càceres, Sòria; és a dir, la zona que s'anomenava Camps Gòtics. Per contra, en les necròpolis del segle vii no es pot distingir si hi estaven enterrats visigots o si eren hispanoromans; com a dada curiosa es pot dir que van ser els hispanoromans els que van adoptar les formes d'enterrament dels visigots.

#### Els assentaments aristocràtics militars
Els autors ens diuen que la classe nobiliària eren unes 1500 famílies, que es podien correspondre a uns 7000 o 10 individus segons Ramon d'Abadal, que s'anomenaven els gothi (gods). Aquests es distribuïen per tot el territori obeint a raons administratives, polítiques i militars. En alguna ciutat va augmentar el nombre de gothi, com el cas de Toledo, ja que era la capital del regne; aquests es denominaven els potentiores i es dedicaven a les armes a més dels seus càrrecs públics. Mèrida era una altra plaça important, ja que des d'aquesta es controlava la Bètica (en aquesta zona hi havia rebel·lions constants de la població hispanoromana). Altres ciutats importants eren Barcelona (s'han trobat tombes de bisbes arrians) i Terrassa on s'han trobat nombroses tombes visigodes.
Altres regions van tenir assentaments estratègics com a la zona dels vascons (per controlar les incursions d'aquest poble) o als Pirineus (per controlar el pas dels Pirineus), igual que a Septimània per controlar els atacs dels francs. Al sud també davant de la frontera romana d'Orient van aparèixer una sèrie de guarnicions militars per protegir el territori i utilitzar-les com a base d'operacions per als atacs. També les trobem a Galícia per controlar els sueus, a més de la Bètica per controlar la població hispanoromana on tenia una gran importància. Al nord coneixem un limes amb guarnicions i fronteres fortificades com a Amaya (Burgos) o Victoriacum (Àlaba), una altra ciutat important era la d'Olite a Navarra.
La ciutat de Pamplona és on s'han estudiat millor els cementiris, sobretot José María Lacarra i de Miguel, que diferencia els cementiris visigots dels hispanoromans. També al Pirineu ens trobem una sèrie de campaments amb guarnicions, que són assenyalats per Barbero i Vigil. A Narbona hi havia un grup de militars que fins i tot s'enfrontaran amb Toledo quan hi havia lluites entre diferents reis pel poder, prenent partit per algun.
També hi havia un grup de pobladors amb unes proporcions menors:
- Bretons: que se situaven entre Ferrol i el riu Eo. Els bretons havien arribat davant la invasió dels angles i saxons de Britània i altres de la regió de Bretanya. Aquests van tenir una diòcesi pròpia amb les seves peculiaritats; aquesta era la Diòcesi de Britònia de la qual coneixem a més les seves parròquies gràcies al Parochiales Suevum que va ser estudiat per David.
- Africans: que se situaven a la Bètica i a la vall del Guadiana. La seva arribada es va deure primer a la persecució dels vàndals cap a la població catòlica i després per la conquesta pels romans d'Orient del regne vàndal.
- Sirians i grecs: alguns van venir amb la penetració romana d'Orient a la península (sobretot a Cartagena i Màlaga) i una altra gran part eren comerciants. D'aquestes poblacions en tenim moltes notícies gràcies a les lleis; aquests es denominaven Transmarini Negotiatores que es van establir a Tarragona, Mèrida i Sevilla, la vall del Guadiana, Trujillo, etc.
- Jueus: aquests van tenir una gran importància en el comerç i estaven a les ciutats, per la qual cosa coincideixen amb els negotiatores. En algunes ciutats van arribar a ser tan nombrosos que tenien el seu propi barri com és el cas de Granada, on aquest barri s'anomenava Garnata al-Yahud; també eren importants a Tortosa, Elx, Mèrida, Toledo, Saragossa, etc. També es van estendre per terres de la Bètica i la Tarraconense. D'aquest poble jueu tindrem moltes notícies, així per exemple se sap que el 612 el rei Sisebut prohibeix que els jueus poguessin tenir serfs o esposes cristians; la seva importància és perquè eren prestadors, per la qual cosa sempre van estar enfrontats a l'Església, només els jueus de la Septimània es van deslliurar d'aquestes repressions, ja que als visigots no li interessava que els jueus recolzessin els francs.

Aquest període va tenir una florida important de l'església fins a l'arribada de Leovigild. Durant la regència ostrogoda de Teodoric el Gran es van celebrar sínodes, a més Teudis, tot i ser arrià, va deixar en pau l'Església i va permetre que se celebressin concilis. És a dir, que l'Església arriana va respectar la catòlica.
L'Església es va preocupar en aquest període que els que es dediquessin al clergat estiguessin ben preparats, per a això es van crear escoles catedralícies i monàstiques, a aquestes escoles es deuen els grans literats i bisbes com són Sant Isidor i Sant Ildefons; a més es van preocupar de les normes a seguir als monestirs, van néixer les esglésies pròpies (esglésies creades per un particular que nomenava un sacerdot i a les quals podia assistir qui volgués; aquestes esglésies tenen com a objectiu sacralitzar les terres perquè així fossin més segures), a més també es van crear esglésies privades on només podien entrar els que l'amo volgués.
Les aportacions africanes van suposar la creació de nombrosos monestirs i al segle vi destaca l'acció missionera de l'Església que va afavorir després la conversió al catolicisme.

## Aspectes socioeconòmics a la Hispània de les invasions

### Els repartiments de terres

#### Localització dels assentaments visigots
Wilhelm Reinhart va traçar en 1945 un mapa de necròpolis que pretenia reflectir la regió de la meseta castellana on s'hauria donat un dens poblament popular visigòtic. Els assentaments visigots a Espanya van ser poc nombrosos i reduïts a una zona relativament petita: sobretot a la vall mitjana de l'Ebre, a la zona oriental i central de la conca del Duero i als territoris més septentrionals de la Meseta Sud, en les actuals províncies de Toledo i Guadalajara.
Les grans necròpolis visigodes del segle vi han estat localitzades fonamentalment en els dos altiplans de Castella, ubicades sobretot a les valls del Duero i del Tajo. Destaquen els jaciments d'Herrera de Pisuerga (Palència), Castiltierra, Duratón i Madrona (Segòvia), El Carpio de Tajo (Toledo) i Daganzo de Arriba (Madrid). En aquesta fase cronològica, la població visigoda s'enterrava separada del grup hispanoromà, inhumant-se en cementiris caracteritzats per l'alineament de tombes, conformades per una simple fossa senyalitzada mitjançant un petit promontori de terra.

## Cronologia de les invasions germàniques a la península Ibèrica
Algunes dates a continuació poden variar lleugerament segons les fonts.
- 409: invasió de l'Hispània pels vàndals (asdings i silings), els sueus i els alans.
- 411: es divideixen les províncies hispanes entre si.
- 414: arriben els visigots a Hispània; captura de Barcelona.
- 415: assassinat a Barcelona del rei visigot Ataülf.
- 416: Wallia, rei dels visigots, és encarregat per l'Imperi Romà d'Occident d'expulsar als bàrbars d'Hispània.
- 418: els alans i els silings són batuts i exterminats pels visigots (els supervivents s'uniran als asdings); els sueus i els asdings són retornats al nord-oest de la península Ibèrica
- 419: guerra entre sueus i vàndals.
- 420: Asteri, comte romà d'Hispània, obliga amb la seva intervenció als vàndals a sortir de Galícia; un gran nombre d'ells, durant la seva retirada, van ser massacrats a Braga (Bracara) i abandonant Galícia, els vàndals envaeixen la Bètica (Baetica).
- 422: guerra a Bètica entre els vàndals de Gunderic i els romans de Flavi Castí.
- 426: saqueig de Sevilla (Hispalis) i de Cartagena (Carthago Nova) pels vàndals; devasten les illes Balears
- 429: després de derrotar al cap sueu Hermigari (Hermigarius), els vàndals, sota el lideratge de Genseric, deixen Hispània per a l'Àfrica romana (Africa romana)
- 431: els sueus arrasen Galícia (Gallaecia); el bisbe Hidaci de Chaves demana sense èxit l'ajuda del general romà Aetius.
- 433: havent fracassat en la seva missió, Hidaci negocia la pau entre els sueus i els hispanoromans.
- 438: Requila, rei dels sueus, derrota a les tropes romanes de Andevot.
- 439: s'apodera de Mèrida (Emerita).
- 441: Sevilla cau en mans dels sueus de Requila que sotmeten a tota la Bètica i la Cartaginense (Carthaginensis).
- 445: els vàndals d'Àfrica saquegen les costes d'Hispània i es porten a moltes famílies en captiveri.
- 446: els sueus abandonen Galícia, derroten les tropes romanes i devasten les províncies hispàniques que van quedar sota el domini romà.
- 448: sortits de Galícia, tornen a envair les províncies hispàniques per devastar-les.
  - Censori, comte de l'Imperi Romà d'Occident, és executat pel reietó sueu Agriwulf
- 449: el rei sueu Requiari saqueja Vascònia, arrasa els voltants de Saragossa (Caesaraugusta) i s'apodera de Lleida ( Ilerda) on pren nombrosos presoners.
  - Els bagaudes sorprenen un cos de mercenaris bàrbars al servei de Roma, quan estaven reunits a l'església de Tarassona (Turiaso); van sacrificar fins a l'últim.
- 453: els sueus fan les paus amb els hispanoromans i els tornen la Cartaginense.
- 454: els visigots intervenen a Tarraconense (Tarraconensis) i baten els bagaudes que assolen la província.
- 456: els sueus saquegen les comarques de Cartagena i envaeixen la Tarraconense.
  - pirates hèruls saquegen el litoral de Lugo (Lucus) i les regions costaneres de Cantàbria i de la Vardúlia
  - els sueus van atacar de nou la Tarraconense, que van saquejar; Tornen a Galícia amb gran nombre de presoners.
  - l'emperador romà d'Occident Avit encarrega als visigots i als burgundis que lluitin contra els sueus. Aquests últims són aixafats prop d'Astorga (Asturica); la seva cabdal, Braga, és presa i saquejada, Requiari, el seu rei, és capturat en Porto (Portus Cali) i executat.
  - Divisió dels sueus en dos grups (nombrosos conflictes).
- 457: els visigots prenen Mèrida; al seu retorn a la Gàl·lia, saquegen Astorga on els habitants seran massacrats o esclavitzats, i Palència (Pallantia).
  - assassinat del reietó sueu Agriwulf prop de Porto.
- 459: els sueus devasten la Lusitània (Lusitania) i prenen Lisboa (Olissipona) on executen un gran nombre de romans i acumulen botins.
  - Assolen Galícia.
  - assassinat del rei sueu Maldras.
- 460: un exèrcit visigot dirigit pel duc Cyrila envaeix la Bètica a petició del rei Teodoric II
- 461: Teodoric envia noves tropes a Bètica comandada pel duc Sunéric. Cyrila és cridada a la Gàl·lia.
  - els sueus dirigits per Remismund, devasten parts de Galícia.
  - la massacre de nobles romans augmenta l'hostilitat entre sueus i gallecs.
- 462: els sueus fan una incursió sobtada a Lugo el dia de Pasqua i massacren els seus habitants.
  - Nova pau entre gallecs i sueus.
  - els visigots saquegen la comarca de Lugo.
  - els sueus arrasen Chaves (Aquae Flaviae) i fan presoner al seu bisbe, Hidaci.
  - els visigots s'apoderen de Santarém (Scalabis).
- 464: «Els sueus —diu Hidacio de Chaves—, fal·laços i pèrfids com sempre en les seves promeses, arrasen, segons el seu costum, diversos llocs de la pobra Galícia».
  - el reietó sueu Rémismond reunifica els sueus i fa les paus amb els visigots.
  - els sueus entren astutament a Coïmbra (Conimbriga), roben a la noble família dels Cantabri, i prenen molts presoners.
- 465: cometen «els excessos més horribles» al país dels «Aunonais» (Aunonenses) [lloc desconegut]; el rei visigot Teodoric II va enviar ambaixadors a Rémismond per a això, qui se'n va riure d'ells i els va acomiadar immediatament.
- 466: «Guerra cruel» dels sueus al país dels Aunonenses després «es van escampar, segons el seu costum, en diversos llocs per saquejar-los, i al cap d'uns mesos, el rei dels sueus va passar a Lusitània»
- 467: els sueus saquegen Coïmbra; els habitants de la ciutat són fets presoners o són dispersats.
- 469: els visigots del rei Euric trenquen amb Roma i s'apoderen des de la Tarraconense, de la Cartaginense i de la Lusitània; els sueus prenen de nou Lisboa.
  - els visigots, en assabentar-se de la presa de Lisboa, van entrar a Lusitània i van saquejar tant els sueus com els romans.
  - Els Aunonencs fan les paus amb el rei dels Sueus, i aquest últim envaeix certs llocs de Lusitània i la regió d'Astorga per emprendre saquejos; els visigots al seu torn van saquejar els voltants d'Astorga i també van saquejar regions de Lusitània.
- 473: Euric envia al comte Gautèric a apoderar-se de Pamplona (Pompaelo) i de Saragossa: tota la noblesa romana de la regió mor en una única batalla.
- 474: Presa de Tarragona (Tarraco) pels visigots.
- 475: l'emperador romà d'Occident Juli Nepot conclou amb el rei visigot Euric un tractat pel qual reconeix la seva autoritat sobre les seves conquestes a Hispània.
- 476: deposició de l'emperador Ròmul Augústul, que marca el final de l'Imperi Romà d'Occident; Euric senyor de gairebé tota Hispània.
- 496: l'hispanoromà Burdunellus es rebel·la a la Tarraconense contra el jou visigot.
- 497: els visigots reprimeixen la revolta.
- 506: nou aixecament a la Tarraconense contra la dominació visigoda liderat per Pere (Petrus), un hispanoromà; es reprimeix la revolta i Pere és capturat i executat a Tortosa ("Dertosa") després de la presa de la ciutat pels visigots.